# NGC 6665
NGC 6665 (również PGC 62065) – galaktyka spiralna (Sc), znajdująca się w gwiazdozbiorze Lutni. Odkrył ją 19 lipca 1871 roku Édouard Jean-Marie Stephan.